# Dyera
Dyera là chi thực vật có hoa trong họ Apocynaceae.